# 贝通萨尔
贝通萨尔（法語：Béthonsart，法語發音：[betɔ̃saʁ]）是法国上法蘭西大區加来海峡省的一个市镇，属于阿拉斯区。

## 地理
贝通萨尔（50°22'34"N, 2°33'2"E）面积4.21 平方千米，位于法国上法蘭西大區加来海峡省，该省份为法国北部沿海省份，西北濒北海，南至索姆省，东临北部省。
与贝通萨尔接壤的市镇（或旧市镇、城区）包括：戈尚莱加勒、曼戈瓦勒、萨维贝尔莱特、维莱布吕兰、科库尔、弗雷维莱尔。

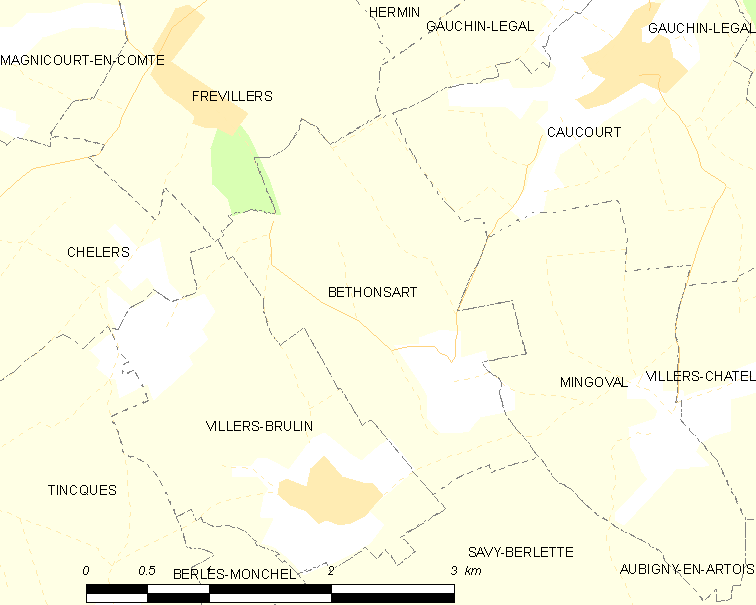
贝通萨尔的OSM定位图

贝通萨尔的时区为UTC+01:00、UTC+02:00（夏令时）。

## 行政
贝通萨尔的邮政编码为62690，INSEE市镇编码为62118。

## 政治
贝通萨尔所属的省级选区为阿韦讷勒孔特县。

## 人口

1962-2008年间贝通萨尔人口变化图示

贝通萨尔于2022年1月1日时的人口数量为150人。